# Tinea carnariella
Tinea carnariella är en fjärilsart som beskrevs av James Brackenridge Clemens 1859. Tinea carnariella ingår i släktet Tinea och familjen äkta malar. Inga underarter finns listade i Catalogue of Life.